# 11. Szaturnusz-gála
A 11. Szaturnusz-gála az 1983-as év legjobb filmes és televíziós sci-fi, horror és fantasy alakításait értékelte. A díjátadót 1984. március 24-én tartották Kaliforniában.

## Győztesek és jelöltek
Forrás:

### Film
| Legjobb sci-fi film | Legjobb fantasyfilm |
| --- | --- |
| - Star Wars VI. rész – A Jedi visszatér - Kék villám - Agyhalál - Strange Invaders - Háborús játékok | - Gonosz lélek közeleg - Kínai kaland - Támadás a Krull bolygó ellen - Soha ne mondd, hogy soha - Polipka |
| Legjobb horrorfilm | |
| - A holtsáv - Christine - Cujo - Az erőd - Homályzóna | |
| Legjobb férfi főszereplő | Legjobb női főszereplő |
| - Mark Hamill – Star Wars VI. rész – A Jedi visszatér (Luke Skywalker) - Matthew Broderick – Háborús játékok (David Lightman) - Christopher Reeve – Superman III. (Clark Kent / Superman) - Roy Scheider – Kék villám (Frank Murphy) - Christopher Walken – A holtsáv (Johnny Smith)                       | - Louise Fletcher – Agyhalál (Lillian Reynolds) - Bess Armstrong – Kínai kaland (Eve "Evie" Tozer) - Bobbie Bresee – Mausoleum (Susan Walker Farrell) - Carrie Fisher – Star Wars VI. rész – A Jedi visszatér (Leia Organa) - Ally Sheedy – Háborús játékok (Jennifer Mack)                                 |
| Legjobb férfi mellékszereplő | Legjobb női mellékszereplő |
| - John Lithgow – Homályzóna (4. szegmens) (John Valentine) - Scatman Crothers – Homályzóna (2. szegmens) (Mr. Bloom) - Jonathan Pryce – Gonosz lélek közeleg (Mr. Dark) - Billy Dee Williams – Star Wars VI. rész – A Jedi visszatér (Lando Calrissian) - John Wood – Háborús játékok (Dr. Stephen Falken) | - Candy Clark – Kék villám (Kate) - Maud Adams – Polipka (Polipka) - Annette O’Toole – Superman III. (Lana Lang) - Meg Tilly – Psycho 2. (Mary Loomis) - Natalie Wood (posztumusz jelölés) – Agyhalál (Karen Brace)                                                                                         |
| Legjobb rendező | Legjobb forgatókönyv |
| - John Badham – Háborús játékok - Woody Allen – Zelig - David Cronenberg – A holtsáv - Richard Marquand – Star Wars VI. rész – A Jedi visszatér - Douglas Trumbull – Agyhalál | - Ray Bradbury – Gonosz lélek közeleg - Jeffrey Boam – A holtsáv - Lawrence Kasdan, George Lucas – Star Wars VI. rész – A Jedi visszatér - Bill Condon, Michael Laughlin – Strange Invaders - Lawrence Lasker, Walter Parkes – Háborús játékok                                                              |
| Legjobb filmzene | Legjobb jelmez |
| - James Horner – Agyhalál - Charles Bernstein – Lélekvesztő - James Horner – Támadás a Krull bolygó ellen - John Williams – Star Wars VI. rész – A Jedi visszatér - James Horner – Gonosz lélek közeleg | - Aggie Guerard Rodgers, Nilo Rodis-Jamero – Star Wars VI. rész – A Jedi visszatér - Milena Canonero – Az éhség - Anthony Mendleson – Támadás a Krull bolygó ellen - Tom Rand – Penzance kalózai - Ruth Myers – Gonosz lélek közeleg                                                                        |
| Legjobb smink | Legjobb különleges effektek |
| - Phil Tippett. Stuart Freeborn – Star Wars VI. rész – A Jedi visszatér - Dick Smith, Carl Fullerton – Az éhség - James R. Scribner – Rémálmok - Gary Liddiard, James R. Scribner – Gonosz lélek közeleg - Ken Brooke – Strange Invaders                                                                   | - Richard Edlund, Dennis Muren, Ken Ralston – Star Wars VI. rész – A Jedi visszatér - Entertainment Effects Group – Agyhalál - Ian Wingrove – Soha ne mondd, hogy soha - Lee Dyer – Gonosz lélek közeleg - Chuck Comisky, Kenneth Jones, Lawrence E. Benson (Private Stock Effects Inc.) – Strange Invaders |

### Különdíj
- The George Pal Memorial Award - Nicholas Meyer
- President's Award - Roger Corman

## Fordítás
- Ez a szócikk részben vagy egészben  a(z)   11th Saturn Awards című angol Wikipédia-szócikk fordításán alapul.  Az eredeti cikk szerkesztőit annak laptörténete sorolja fel. Ez a jelzés csupán a megfogalmazás eredetét és a szerzői jogokat jelzi, nem szolgál a cikkben szereplő információk forrásmegjelöléseként.